# Anastassia Txulkova
Anastassia Aleksàndrovna Txulkova (en rus Анастасия Александровна Чулкова) (Moscou, 7 de març de 1985) és una ciclista russa professional des del 2012, actualment a l'equip Bepink-Cogeas. Especialista en el ciclisme en pista, també combina amb la carretera.

## Palmarès en pista
- 2003
  -  Campiona d'Europa júnior en Puntuació
- 2012
  -  Campiona del món en Puntuació

### Resultats a laCopa del Món en Pista
- 2007-2008
  - 1r a Sydney, en Persecució per equips
- 2010-2011
  - 1r a la Classificació general i a la prova de Manchester, en Scratch

## Palmarès en ruta
- 2012
  - 1a al Gran Premi de Maikop
- 2013
  - Vencedora d'una etapa del Trofeu d'Or
  - Vencedora d'una etapa a la Volta a Adiguèsia
- 2015
  - Vencedora d'una etapa del Tour de Zhoushan Island